# Thumma Bala
Thumma Bala (ur. 24 kwietnia 1944 w Narimetta, zm. 30 maja 2024 w Karuna Puram w dystrykcie Warangal) – indyjski duchowny rzymskokatolicki, w latach 2011–2020 arcybiskup Hajdarabad.